# Валдет Джафери
Валдет Джафери (на албански: Valdet Xhaferi; на македонска литературна норма: Валдет Џафери) е политик от Северна Македония от албански произход.

## Биография
Роден е на 30 октомври 1989 г. в Гостивар. През 2008 г. завършва средното си образование в гимназията „Гостивар“ в родния си град. Първоначално работи като новинар в ТВ Глоби и ТВ 2 в Гостивар. През 2012 г. става секретар на Икономическия факултет в Държавния университет в Тетово. Висше образование завършва в Университета на Югоизточна Европа в Тетово и магистратура по наказателно право в същия университет. В периода 2014 – 2016 г. работи в кабинета на министъра на правосъдието на Република Македония. От 16 януари 2016 г. е министър на правосъдието в служебното правителство на Република Македония.